# Demonax hengduanus
Demonax hengduanus är en skalbaggsart som beskrevs av Holzschuh 2006. Demonax hengduanus ingår i släktet Demonax och familjen långhorningar. Inga underarter finns listade i Catalogue of Life.